# Barbut capvermell
El barbut capvermell o barbut de cap vermell (Trachyphonus erythrocephalus) és una espècie d'ocell de la família dels líbids (Lybiidae) que habita sabanes i estepes d'Àfrica oriental, al sud-est del Sudan, Etiòpia, Somàlia, Uganda, Kenya i nord-est de Tanzània.